# Charles Bradley Huff
Charles Bradley "Brad" Huff (Fair Grove, Missouri, 5 de febrer de 1979) és un ciclista estatunidenc, professional des del 2006, i actualment corre a l'equip Rally Cycling.
Ha combinat la carretera amb la pista on ha obtingut certs èxits.

## Palmarès en pista
- 2004
  -  Campió dels Estats Units en Madison (amb Matt Stephens)
- 2005
  -  Campió dels Estats Units de Persecució
- 2006
  -  Campió dels Estats Units en Madison (amb Michael Friedman)
  -  Campió dels Estats Units de Persecució per equips, amb Michael Creed, Michael Friedman i William Frischkorn
- 2007
  - 1r als Campionats Panamericans en Òmnium
  - 1r als Campionats Panamericans en Madison (amb Colby Pearce)
  -  Campió dels Estats Units de Persecució per equips, amb Michael Creed, Michael Friedman i Colby Pearce
- 2008
  -  Campió dels Estats Units de persecució per equips, amb Daniel Holloway, Colby Pearce i Taylor Phinney

## Palmarès en ruta
- 2006
  -  Campió dels Estats Units en Critèrium
  - Vencedor d'una etapa al Tour de Normandia
  - Vencedor d'una etapa al International Cycling Classic
- 2008
  - Vencedor de 2 etapes al Tour de Hainan
  - Vencedor d'una etapa al Tour d'Elk Grove
  - Vencedor d'una etapa al Tour d'Arkansas
- 2009
  - 1r al Tulsa Tough i vencedor de 2 etapes
  - Vencedor d'una etapa al International Cycling Classic
- 2010
  - 1r al Tulsa Tough i vencedor de 2 etapes
  - Vencedor d'una etapa al Tour de Hainan
- 2012
  - Vencedor d'una etapa al Nature Valley Grand Prix
- 2014
  - Vencedor d'una etapa al Joe Martin Stage Race
- 2016
  -  Campió dels Estats Units en Critèrium
  - Vencedor d'una etapa al Tour de Guadalupe
  - Vencedor d'una etapa al North Star Grand Prix
- 2017
  - Vencedor d'una etapa al North Star Grand Prix